# Luktreseda
Luktreseda, eller bara Reseda, (Reseda odorata) är en resedaväxtart som beskrevs av Carl von Linné. Luktreseda ingår i släktet resedor, och familjen resedaväxter. Arten odlas ofta i Sverige, men reproducerar sig inte. Inga underarter finns listade i Catalogue of Life.
Luktresedan är också som Resedan omnämnd av Dan Andersson i dikten Till min syster:
| ”                                   | Och när du sövts till drömmar av Resedan vid din vägg, all ängens rosor ropa, kom ut till oss och sov! | „ |
| – Till min syster, av Dan Andersson | |   |

## Bildgalleri

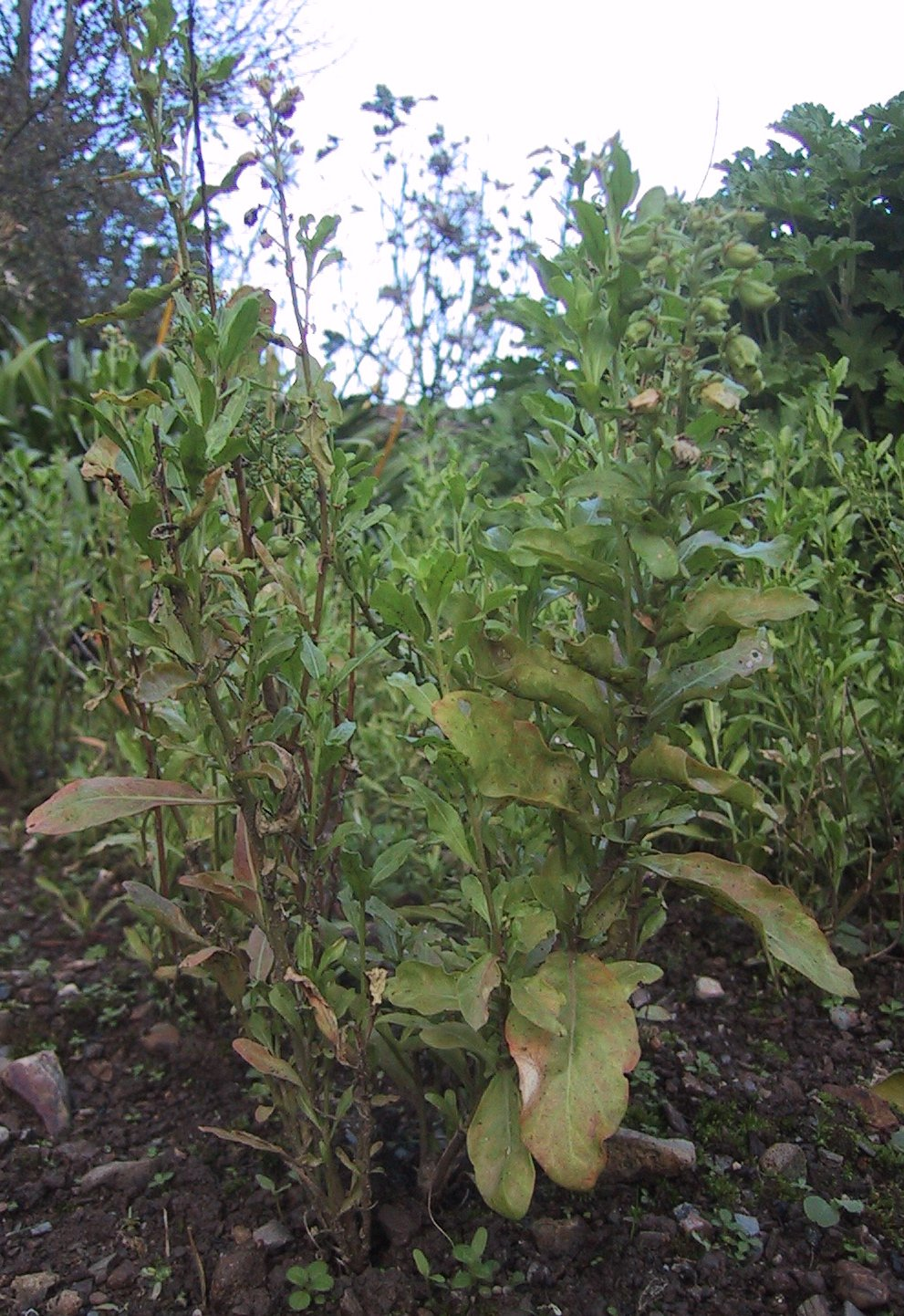
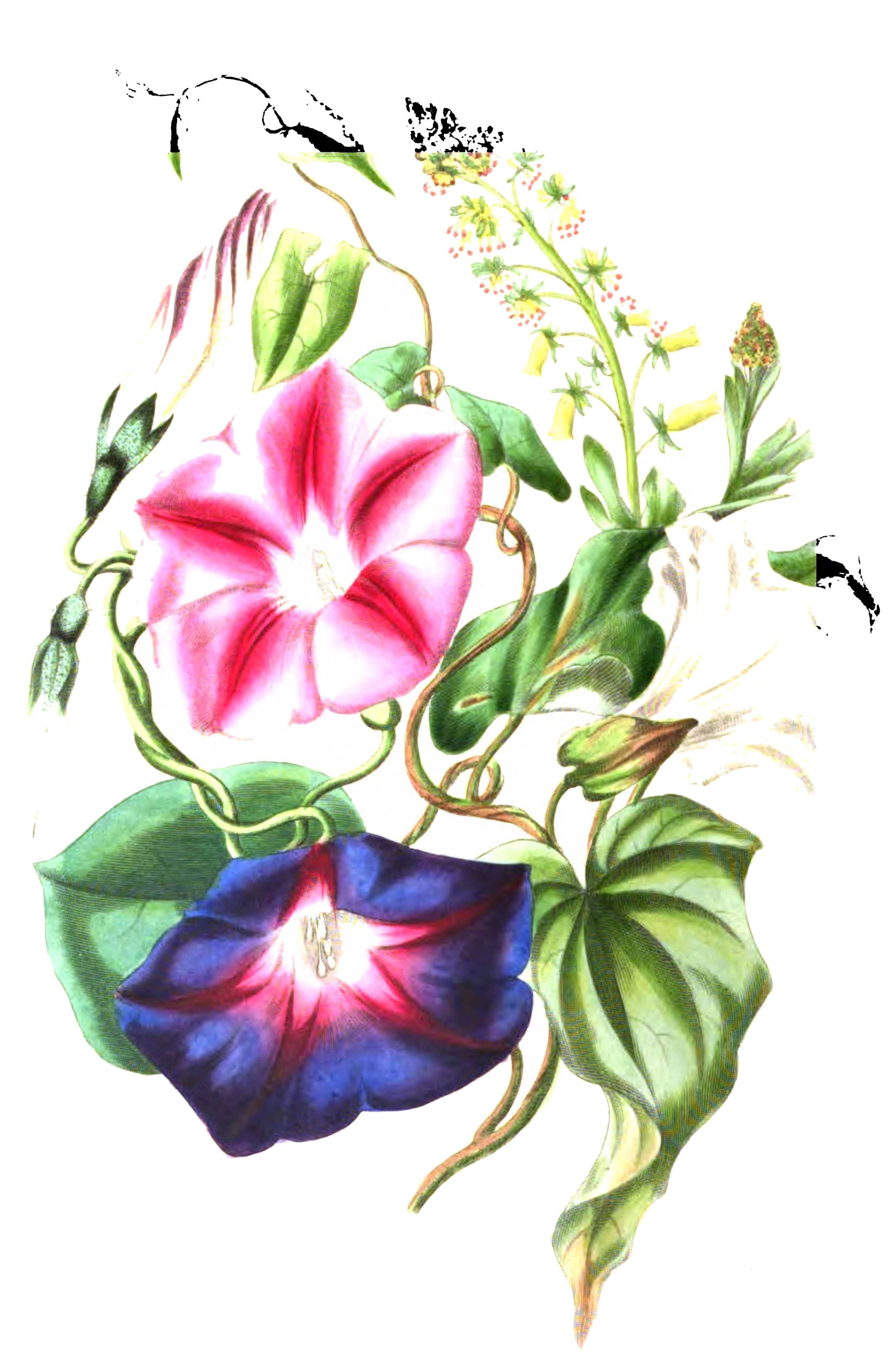